# هارولد ك. لوثر
هارولد ك. لوثر (بالإنجليزية: Harold C. Luther)‏ هو سياسي أمريكي، ولد في 5 أكتوبر 1915، وتوفي في 15 مايو 1973. حزبياً، نشط في الحزب الجمهوري. وقد انتخب عضو جمعية ولاية نيويورك.